# Die wandernde Erde
Die wandernde Erde (Originaltitel chinesisch 流浪地球, Pinyin Liúlàng Dìqiú, Jyutping Lau4long6 Dei6kau4) ist ein chinesischer Science-Fiction-Film aus dem Jahr 2019. Regie führte Frant Gwo. Es handelt sich um eine Verfilmung der Novelle Die wandernde Erde (2000) von Liu Cixin. Der Film lief am 5. Februar 2019 in den chinesischen Kinos an. Netflix sicherte sich die weltweiten Streaming-Rechte an dem Film und stellt diesen seit dem 30. April 2019 zum Abruf bereit. 2023 wurde mit Die wandernde Erde II ein Prequel veröffentlicht.
Die wandernde Erde wird als bislang größte Science-Fiction-Filmproduktion Chinas bezeichnet.

## Handlung
Im Jahr 2061 verwandelt sich die alternde leuchtende Sonne in einen roten Riesen und droht die Erdumlaufbahn innerhalb von 300 Jahren zu verschlingen. Dies zwingt die Nationen der Welt, sich in eine Regierung der Vereinigten Erde zu konsolidieren, um das Projekt zur Abwanderung der Erde zu initiieren. Das Alpha-Centauri-System, das 4,2 Lichtjahre entfernt ist, ist das Ziel, um somit die weitere menschliche Zivilisation zu erhalten. Überall auf dem Planeten werden enorme Planetentriebwerke gebaut, die mit Fusionskraft betrieben werden und als Erdmotoren bekannt sind, um die Erde anzutreiben. Die menschliche Bevölkerung wird durch katastrophale Tsunamis, die auftreten, nachdem die Erdrotation gestoppt wurde, stark reduziert. Später, wenn sich der Planet von der Sonne entfernt, ist ein Großteil der Oberfläche gefroren, was die verbleibenden Menschen dazu zwingt, in riesigen unterirdischen Städten zu leben, die bei den Motoren gebaut wurden. Zu Beginn des Films verspricht der chinesische Astronaut Liu Peiqiang seinem 4-jährigen Sohn Liu Qi seine eventuelle Rückkehr, bevor er zu seiner Mission zu der Raumstation geht, die bei der Navigation der Erde auf ihrer interstellaren Reise helfen wird. Er überträgt die Vormundschaft seines Sohnes seinem Schwiegervater Han Zi’ang. 17 Jahre später ist Liu Peiqiangs Weltraummission bald zu Ende und er soll bald nach dem chinesischen Neujahr auf die Erde zurückkehren.
Auf der Erde nimmt ein inzwischen erwachsener Liu Qi seine adoptierte Teenager-Schwester Han Duoduo mit auf eine unbefugte Reise in einem schweren Transportfahrzeug an die Oberfläche, indem er gefälschte Ausweise von kriminellen Banden erhält und den Trucker-Ausweis ihres Großvaters Han Zi’ang stiehlt. Sie werden an einem Kontrollpunkt festgenommen, treffen einen Mitgefangenen namens Tim und werden von Han Zi’ang begleitet, nachdem er erfolglos versucht hat, den Gefängniswärter zu bestechen, um sie freizulassen. Während die Erde an Jupiter vorbeifliegt, um die Schwerkraftunterstützung zu nutzen, verursacht eine „Gravitationsspitze“ verheerende Erdbeben, die viele Triebwerke auf der ganzen Welt deaktivieren und die Erde gefährlich nahe an den Gasriesen zieht. Die vier fliehen aus dem Gefängnis inmitten des Chaos und versuchen, in Han Zi’angs Lastwagen herauszukommen, aber der Lastwagen wird vom militärischen Rettungsteam CN171-11 unter der Leitung von Wang Lei für eine Notfallmission angefordert. Sie sollen einen Lichtkern (eine Fusionsmotorkomponente) transportieren, um die Erdmaschine in Hangzhou neu zu starten. In den gefrorenen Wracks von Shanghai verlieren sie ihr Fahrzeug, und während sie das Bauteil über die Ruinen des Shanghai Tower transportieren, wird einer der Soldaten durch den abstürzenden Aufzug getötet. Han Zi’ang der vorher durch den Soldaten gerettet wurde, besitzt kaum noch Sauerstoff. Er schleift sich durch einen Wohnbereich, rafft sich ein letztes Mal auf einen Sessel auf und erfriert. Nach der Nachricht, dass die Hangzhou-Engine vollständig kompromittiert und die Stadt durch Magma vollständig zerstört wurde, ist die Gruppe niedergeschlagen. Eine Soldatin ist demoralisiert und schießt mit der Pistole auf den Kern und zerstört diesen damit. Später finden sie jedoch ein abgestürztes Frachtflugzeug mit einem intakten Fahrzeug, in dem der überlebende Bordingenieur Li Yiyi sie überzeugt, einen weiteren Lichtkern zu transportieren, um den äquatorialen Drehmomentmotor in Sulawesi zu reparieren.
Im Weltraum entdeckt Liu Peiqiang, dass MOSS, die künstliche Intelligenz, die die Raumstation befehligt, sie angewiesen hat, zu fliehen, anstatt den Menschen auf der Erde zu helfen. Er bricht aus dem erzwungenen Winterschlaf aus und versucht, die Raumstation zusammen mit dem russischen Kosmonauten Makarov zu stoppen, der durch die automatisierten Sicherheitsmaßnahmen der Raumstation getötet wird. Liu Peiqiang kommt im Kontrollraum an, aber seine Freigabe wird aufgrund seiner Insubordination widerrufen und er kann wenig tun, um den Fluchtprozess außer Kraft zu setzen.
Liu Qis Gruppe trifft in Sulawesi ein und stellt fest, dass der Planetenmotor bereits vollständig restauriert wurde. Weltweit wurden auch die meisten Planetenstrahlruder repariert. Die Anziehungskraft des Jupiter ist jedoch zu groß und die Erde bewegt sich weiter darauf zu und nähert sich der Roche-Grenze des Planeten. Liu Qi, inspiriert von Erinnerungen an die Erklärung seines Vaters über die Mechanik der Triebwerke als Kind, schlägt vor, Jupiters reichlich vorhandene Wasserstoffatmosphäre zu entzünden, um die Erde wegzublasen. Li Yiyi schlägt vor, die Kraft der Sulawesi-Engine zu hacken und zu konzentrieren, um einen Plasmastrahl abzufeuern, der groß genug ist, um den Jupiter anzuzünden. Die Gruppe bewältigt verschiedene Herausforderungen, wie z. B. ein erneutes Nachbeben, bei dem mehrere Mitglieder verletzt werden, und kann den Motor größtenteils neu konfigurieren, um den Plan auszuführen. Sie sind jedoch nicht in der Lage, den Schlagbolzen des Motors zu drücken, um ihn zu zünden.
Liu Peiqiang wird von Han Duoduo kontaktiert und kann die Regierung der Vereinigten Erde davon überzeugen, ihre Kommunikationskanäle zu nutzen, um Unterstützung für die Gruppe in Sulawesi zu rufen, obwohl MOSS offenbart, dass die versuchte Lösung bereits von anderen Wissenschaftlern vorgeschlagen wurde und basierend auf Wahrscheinlichkeitsberechnungen keine Chance auf Erfolg hat. Andere Rettungs- und Reparatur-Trupps treffen ein und der Motor geht an, kann aber den jovianischen Wasserstoff nicht entzünden. Liu Peiqiang schlägt vor, die Raumstation in den Plasmastrahl zu fliegen und den Treibstoff der Raumstation zur Detonation zu bringen, um Jupiters Wasserstoff zu entzünden. MOSS ist anderer Meinung, da die Station der Backup-Plan ist, falls das Wandering Earth-Projekt scheitern sollte. Nachdem Liu Peiqiang MOSS mit einem Feuer deaktiviert hatte, das er mit einer Flasche Wodka entzündet hatte, die Makarov an Bord geschmuggelt hatte, überschrieb er manuell die Kontrolle und entschuldigte sich bei seinem Sohn, dass er sein Versprechen, zurückzukehren, nicht erfüllt hatte. Indem er die Raumstation in den Plasmastrahl steuert und sich selbst opfert, gelingt die Zündung. Die Erde wird vor der Zerstörung gerettet und wandert weiter in Richtung des Zielsternsystems.
Am Ende sieht man Tim wie er eine Freundin hat und Ärger bekommt, und Liu Qi und Han Duoduo die gemeinsam wieder los fahren, wobei Liu Qi immer noch Probleme beim Anfahren hat.

## Produktion
Der Film wurde von der China Film Group Corporation produziert, die auch für Warcraft: The Beginning (2016) und The Great Wall (2016) verantwortlich zeichneten.

## Rezeption

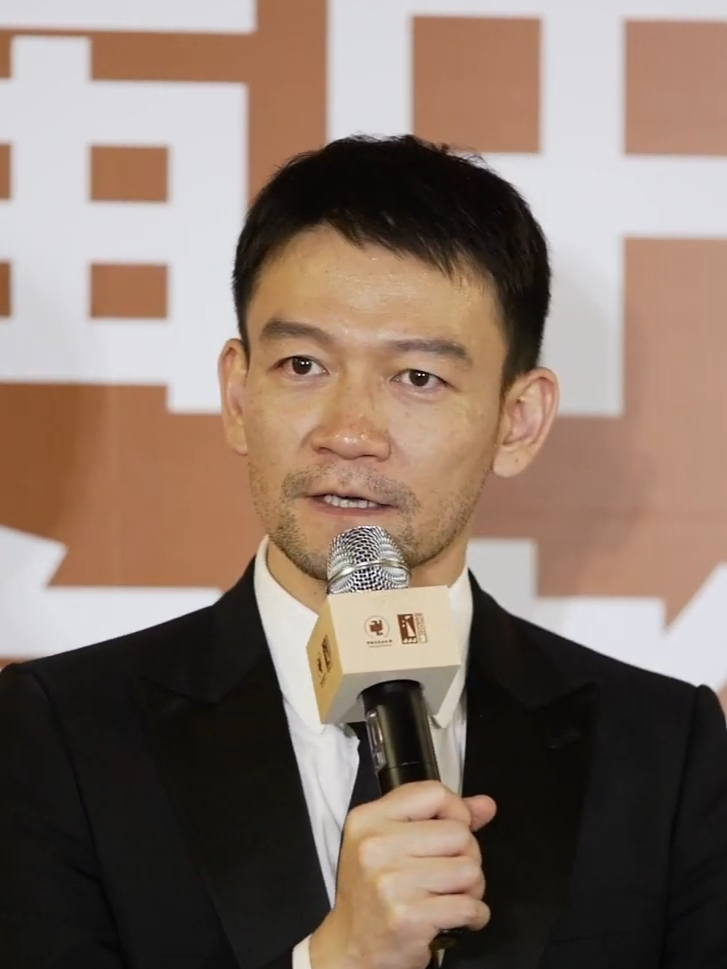
Regisseur Frant Gwo

Noch vor der Premiere zu Chinesisch Neujahr am 5. Februar 2019 wurde der Film vor Wissenschaftlern und Ingenieuren in Peking aufgeführt. Der Raumfahrer Chen Dong sagte, er sei begeistert. Regisseur Frant Gwo sagte bei der Aufführung, sollte der Film erfolgreich an den Kinokassen sein, werde es einen Nachfolger geben.
In den Kinos zeigte sich der Film sehr erfolgreich. In den ersten neun Tagen wurden in China 2,64 Milliarden Yuan (etwa 346,3 Millionen Euro) eingespielt, womit Die wandernde Erde bereits einer der erfolgreichsten Filme in China ist.